# Evandro Luis Braun
Evandro Luis Braun (Teixeira Soares, 3 de agosto de 1976) é um bispo brasileiro da Igreja Católica, desde 2025 como Bispo de Campo Mourão.

## Biografia
Ingressou no seminário em 28 de fevereiro de 1990, quando ainda cursava a 8ª Série do Ensino Fundamental, no Colégio Nossa Senhora das Graças, em Irati, residindo no seminário Menor Mãe de Deus até a conclusão do 2º Grau. De 1994 a 1996 cursou filosofia, no Instituto de Filosofia e Teologia Mater Ecclesiae, em Ponta Grossa, residindo no seminário São José. Cursou teologia de 1998 a 2001, no Instituto de Filosofia e Teologia Mater Ecclesiae, em Ponta Grossa, residindo no Seminário São João Maria Vianney. Em 1997, foi auxiliar de formação, no Seminário Menor Mãe de Deus.
Recebeu a ordenação diaconal em 3 de março de 2002 e a ordenação presbiteral em 15 de setembro do mesmo ano, na Igreja da Imaculada Conceição de Teixeira Soares, sendo incardinado na Diocese de Ponta Grossa.
De 2001 a 2009, foi professor da escola de Teologia para Leigos, em Ponta Grossa; de 8 de março de 2002 a 12 de dezembro de 2002, foi auxiliar de formação no seminário Propedêutico Mãe da Divina Graça, em Carambeí; De 8 de março de 2002 a 12 de dezembro de 2015, foi professor da disciplina “Vocação e Discernimento Vocacional” também no seminário Propedêutico Mãe da Divina Graça. De 1 de janeiro de 2003 a 12 de fevereiro de 2010, foi reitor do Seminário Propedêutico Mãe da Divina Graça e vigário paroquial da paróquia Imaculada Conceição, em Carambeí. Exerceu ainda as funções de secretário da Organização dos Seminário e Institutos Filosóficos-Teológicos do Brasil (OSIB) do regional Sul 2 da CNBB (Paraná) de 19 de julho de 2007 a 14 de julho de 2011.
Entre 2010 e 2020, foi pároco da paróquia Senhor Menino Deus e reitor do Santuário de Nossa Senhora das Brotas, em Piraí do Sul, de 2010 a 2015 foi diretor espiritual do seminário propedêutico da diocese de Ponta Grossa e entre 2010 a 2019 foi coordenador e professor da Escola de Teologia para Leigos Santo Agostinho, do setor 5 da diocese. Foi coordenador da Pastoral Presbiteral da diocese de 2012 a 2014 e de 25 de abril de 2014 a 20 de novembro de 2019, foi assessor do regional Sul 2 da CNBB da Pastoral do Turismo. De 2020 a 19 de novembro de 2023, foi tesoureiro da Coordenação da Pastoral Presbiteral da diocese de Ponta Grossa.
Até sua nomeação episcopal, fez parte do Colégio de Consultores; é padre exorcista, pároco da paróquia Santa Rita de Cássia, auxiliar na Formação Espiritual do seminário diocesano São José e assessor eclesiástico das oficinas de Oração e Vida na diocese de Ponta Grossa. Também é membro do Conselho das Irmãs Carmelitas Servas da Misericórdia de Sião, e seu vigário geral, secretário do regional Sul 2 da Pastoral do Turismo. Tem orientado retiros para seminaristas, religiosos e religiosas e para o clero de dioceses.
Em 9 de abril de 2025, o Papa Francisco o nomeou como Bispo de Campo Mourão. Foi ordenado na catedral de Ponta Grossa, por Bruno Elizeu Versari, bispo diocesano de Ponta Grossa, auxiliado por Sérgio Arthur Braschi, bispo emérito de Ponta Grossa, e por Francisco Carlos Bach, arcebispo de Joinville